# 西村数
西村 数（にしむら かず、1911年8月24日 - 2006年7月1日）は、日本の俳人。「ホトトギス」同人。本名は西村 一意（かずおき）。教育者でもあり、鹿児島県の公立高等学校の教頭や校長等を歴任。

## 人物
鹿児島県谷山村麓（現・鹿児島市谷山中央）にて、教育者の藤太郎とトミの嫡子として生まれ、少年期は清渓学舎で郷中教育を受ける。1929年（昭和4年）に鹿児島県立第二鹿児島中学校 (旧制)を卒業した後、神宮皇學館で学び卒業。
1929年（昭和4年）に17歳で句作を始め、1932年（昭和7年）に「ホトトギス」九月号で初入選。数年後、関西ホトトギス大会で虚子特選を得て、虚子を生涯師と仰ぐ。1935年（昭和10年）、佐賀県伊万里町で教員となり、当地で森永杉洞に師事。1939年（昭和14年）に27歳で鹿児島に戻り、同年より鹿児島市立女子興業学校勤務、1944年（昭和19年）より鹿児島県立第一鹿児島中学校 (旧制)勤務。国漢教員として勤めながら鹿児島ホトトギスの世話をする。戦後は、鹿児島ホトトギスの機関誌として「郁子（むべ）」を1949年（昭和24年）に創刊し、その発行に力を注いで、誌上では虚子俳句の研究も発表した。1954年（昭和29年）にラジオ俳壇選者、1956年（昭和31年）に西日本新聞鹿児島版の俳句選者となる。1957年（昭和32年）11月、鹿児島ホトトギス会員で協力して桜島に虚子の句碑を建立。教育者としては鹿児島県立鶴丸高等学校（旧制第一鹿児島中の後身）教頭を経て、1964年（昭和39年）より鹿児島県立加世田高等学校校長、1970年（昭和45年）より鹿児島商業高等学校校長を務め、1972年（昭和47年）退職。その後は鹿児島市教育委員会指導課長、鹿児島経済大学（現・鹿児島国際大学）事務局長を経て、1980年（昭和55年）から1982年（昭和57年）まで鹿児島経済大学国文学講師を務めた。
主な著書に句集『早梅』、句集『初花』、随想『あしの芽』、『南日本歳時記』（共著、大岳水一路と共編）がある。その他、多数の句集、随筆、教本などを残す。『南日本歳時記』の執筆など地域に根ざした活動が評価され、1981年（昭和56年）に南日本文化賞を受賞。1985年（昭和60年）勲四等瑞宝章。同年、「ホトトギス」八月号の巻頭を飾る。2006年（平成18年）、肺炎のため94歳で逝去。
伝統俳句に徹して、抒情的な句に特色がある。